# Rada hospodářské a sociální dohody České republiky
Rada hospodářské a sociální dohody (RHSD) je iniciativní a dohodovací orgán vlády ČR, který vede tzv. tripartitní jednání. V tomto orgánu jsou zástupci vlády, zástupci odborových organizací (za zaměstnance) a zástupci zaměstnavatelských a podnikatelských svazů (za zaměstnavatele).

## Orgány

### Plenární schůze
Plenárních schůzí se zúčastní předseda RHSD, kterým je předseda vlády ČR, a dále
- 7 zástupců vlády – ministři
- 7 zástupců odborových svazů (Českomoravská konfederace odborových svazů, Asociace samostatných odborů České republiky)
- 7 zástupců zaměstnavatelských a podnikatelských svazů (Svaz průmyslu a dopravy ČR, Konfederace zaměstnavatelských a podnikatelských svazů ČR)

### Předsednictvo
Předsednictvo je výkonným orgánem. Jeho členy jsou předseda RHSD, jeden zástupce odborových svazů a jeden zástupce zaměstnavatelských a podnikatelských svazů.

### Sekretariát
Zajišťuje činnost RHSD.

## Předpisy
RHSD se řídí svým Statutem a Jednacím řádem.